# Grb Saveznih Država Mikronezije
Grb Saveznih Država Mikronzije sličan je prijašnjem grbu Starateljskom području Pacifičkih Otoka. Oko grba nalazi se natpis na engleskom "Government of the Federated States of Micronesia", te ga je odobrio Kongres Saveznih Država Mikronezije.